# جيسيكا وايت
جيسيكا وايت (بالإنجليزية: Jessica White)‏ (و. 1984 – م) هي ممثلة، وعارضة، من الولايات المتحدة الأمريكية، ولدت في بوفالو، نيويورك.

## وصلات خارجية
- جيسيكا وايت على موقع IMDb (الإنجليزية)
- جيسيكا وايت على موقع أول موفي (الإنجليزية)
- جيسيكا وايت على موقع قاعدة بيانات الفيلم (الإنجليزية)
- جيسيكا وايت على موقع كينوبويسك (الروسية)
- جيسيكا وايت على موقع دليل عارضات الأزياء (الإنجليزية)